# André Sauvage
 (juillet 2012).
Si vous disposez d'ouvrages ou d'articles de référence ou si vous connaissez des sites web de qualité traitant du thème abordé ici, merci de compléter l'article en donnant les références utiles à sa vérifiabilité et en les liant à la section « Notes et références ».
Pour les articles homonymes, voir Sauvage (homonymie).
André Sauvage (né à Bordeaux le 12 juillet 1891, mort le 16 novembre 1975 à Boutigny-Prouais), est un cinéaste, réalisateur, écrivain et artiste peintre français de l'entre-deux-guerres.

## Biographie
Proche de Max Jacob, de Robert Desnos, d'André Gide, de Jean Cocteau, de Man Ray, des frères Prévert et de Jean Renoir, il est alors connu pour des réalisations telles que La Traversée du Grépon, Portrait de la Grèce et Études sur Paris, mais aussi pour ses écrits littéraires et ses peintures.
Voyageur passionné, il conçoit ses films en fonction de chaque paysage ou population rencontrés en y ajoutant une dimension ethnographique. Sauvage, professeur de cinéma de Marc Allégret, fait tourner Michel Simon dans un de ses premiers rôles. Dans son sillage, d'autres personnalités débutent telles que les jeunes critiques Jean George Auriol et Jacques Brunius. 
André Sauvage demeure aujourd'hui méconnu du grand public, et oublié par la plupart des cinéphiles, en raison d'une affaire tragique : celle du film de l'expédition Centre Asie commandé par André Citroën en 1931, La Croisière jaune. Véritable tournant dans l'histoire de cet artiste, La Croisière jaune — dont André Citroën avait été mécontent au point d'en demander un nouveau montage par Léon Poirier — signe la fin de la carrière cinématographique de Sauvage qui termine sa vie comme agriculteur.
Tous ses films sont déposés et restaurés aux Archives françaises du film du Centre national du cinéma et de l'image animée.
La Médiathèque d'Orléans s'est enrichie de la donation des neveux et nièces d'André Sauvage en 2012. Cette donation comprend une riche correspondance, des manuscrits inédits, des clichés photographiques et des livres souvent illustrés par Max Jacob avec envois. L'Association des Amis de Max Jacob a soutenu cette donation. Patricia Sustrac a dressé l'inventaire scientifique. La correspondance Jacob-Sauvage est à paraître, le manuscrit de la conférence de Max Jacob à Brest et Morlaix (1938) conservé par André Sauvage sera publié dans Les Cahiers Max Jacob 21/22 en octobre 2021.

## Filmographie
- 1923 : La traversée du Grépon[2]
- 1927 : Portrait de Grèce (court-métrage)
- 1928 : Édouard Goerg à Cely
- 1928 : Études sur Paris (suite de courts métrages)
- 1930 : Pivoine (film inachevé)
- 1931 : Dans la brousse annamite
- 1932 : Autour de la Croisière jaune
- 1934 : La Croisière jaune